# William Burnside

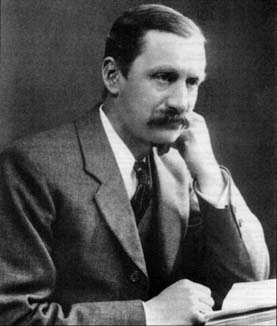
William Burnside

William Burnside (* 2. Juli 1852 im Stadtteil Paddington von London; † 21. August 1927 in Cotleigh in West Wickham, Kent) war ein englischer Mathematiker, der vor allem durch seine Beiträge zur Gruppentheorie bekannt ist.

## Leben und Werk
Burnside war Sohn eines schottisch-stämmigen Kaufmanns; er wurde aber schon im Alter von sechs Jahren Waise und daher an einer Schule für Kinder armer Leute (Christ’s Hospital) erzogen. Nachdem er ein Stipendium gewonnen hatte, trat er 1871 in das St. John’s College in Cambridge ein, wechselte jedoch (um bessere Chancen in der Rudermannschaft zu haben) ans Pembroke College, wo er 1875 in den Tripos als Second Wrangler (Zweiter) hervorging. Er gewann auch den Smith-Preis und wurde Fellow des Pembroke. Burnside (der in Cambridge neben Arthur Cayley u. a. bei dem Astronomen John Couch Adams und den Physikern George Gabriel Stokes und James Clerk Maxwell gehört hatte), interessierte sich zunächst für Hydrodynamik, auf die er funktionentheoretische Methoden anwandte. 1885 wurde er Professor am Royal Naval College in Greenwich. Dort blieb er, trotz des Angebotes der Universität Cambridge, den Lehrstuhl von Stokes zu übernehmen. 1886 heiratete er eine Schottin. Aus der Ehe gingen zwei Söhne und drei Töchter hervor.
Burnside ist vor allem für seine Arbeiten zur Gruppentheorie (der Theorie endlicher Gruppen) bekannt, der er sich ab 1893 zuwandte. 1897 veröffentlichte er sein Hauptwerk Theory of groups of finite order. Es ist das erste englische Lehrbuch zu diesem Gebiet, das unter englischen Mathematikern damals wenig populär war. 1899 erhielt er für diese Leistung die de-Morgan-Medaille der London Mathematical Society. Sein bekanntestes Resultat ist der Satz, dass Gruppen der Ordnung {\displaystyle p^{n}q^{m}} (p, q prim) auflösbar sind (Spezialfälle bewiesen schon Peter Ludwig Mejdell Sylow, Ferdinand Georg Frobenius und Camille Jordan). Seine Vermutung, dass alle endlichen Gruppen ungerader Ordnung auflösbar sind, wurde erst in den 1960er Jahren von Walter Feit und John Griggs Thompson in einer großen mathematischen Tour de force bewiesen. Noch heute ist das Burnside-Problem eine treibende Kraft in der Gruppentheorie: Es fragt danach, ob alle endlich erzeugten Gruppen, deren Elemente g alle eine endliche Ordnung haben (d. h., es gibt eine natürliche Zahl n mit {\displaystyle g^{n}=1}, die Gruppe ist periodisch), endlich sind. Burnside erläutert in der zweiten Auflage seines Gruppentheorie-Buches die Theorie der Gruppencharaktere von Frobenius.
Zuletzt wandte sich Burnside noch der Wahrscheinlichkeitstheorie zu und schrieb darüber ein Buch, das postum 1928 erschien.
Von 1906 bis 1908 war er Präsident der London Mathematical Society.
Er ist nicht mit William Snow Burnside (1839–1920) aus Dublin zu verwechseln, Autor von Theory of Equations.

## Ehrungen
1893 wurde er zum Mitglied („Fellow“) der Royal Society ernannt, die ihm 1904 die Royal Medal „für seine Forschungen in der Mathematik, insbesondere in der Gruppentheorie“ verlieh.